# 2006年阿联酋议会选举
2006年阿联酋议会选举于2006年12月在阿拉伯联合酋长国举行，改选了20名联邦国民议会议员，占议员总数的一半，这是该国历史上首次以选举方式产生联邦议员，此前的联邦议员均由各酋长国的统治者任命。选举分别于12月16日在阿布扎比酋长国、富吉拉酋长国，12月18日在迪拜酋长国、拉斯海玛，12月20日在夏尔迦、阿吉曼、烏姆蓋萬举行。

## 选举制度
联邦国民议会共40名成员，其中20名为选举产生，20名由七个酋长国的统治者任命。
阿联酋议会选举采用选举人团制度，在30多万名满18岁的公民中，只有6689人有权投票，其中1163人为女性。选举人团的成员由七个酋长国的统治者任命产生。